# Ichthyophis glandulosus
Ichthyophis glandulosus es una especie de anfibio gimnofión de la familia Ichthyophiidae.
Según comunicación personal de Wilkinson recogida por AmphibiaWeb, la posición taxonómica de esta cecilia ha de ser sometida a revisión.
Tomada como especie, es endémica de Filipinas, y solo se conoce con certeza su presencia en una localidad de la isla de Basilán. La cita de una larva en el occidente de la isla de Mindanao ha de ser verificada.
Parece ser que habita en zonas de baja altitud y en bosque nuboso, y que lleva una vida subterránea. Se considera que es una especie ovípara que hace la puesta en tierra y que las larvas son acuáticas y habitan en cuerpos de agua limpia: ríos, arroyos y charcas de aguas tranquilas cerca de estos.
Al conocerse únicamente por un espécimen y por la cita de una larva, se carece de datos suficientes sobre la población y sobre el estado de conservación de esta cecilia.